# Paria (rzeka)
Paria River – dopływ rzeki Kolorado w USA, płynący przez stany Utah i Arizona. Długość rzeki wynosi 153 km a wielkość dorzecza ponad 3,6 tys. km².
Rzeka ma źródła w Górach Skalistych, na zboczach Pink Cliffs w Utah w Hrabstwie Garfield, a uchodzi do Kolorado w Lee's Ferry w Arizonie. Nazwa rzeki to w języku Pajutów mętna woda, co jest charakterystyczne dla niej, gdyż szczególnie przy wysokim stanie niesie ze sobą znaczne ilości czerwono-brązowo zabarwionego mułu i materiału skalnego.   
Rzeka ze względu na atrakcyjność położenia, znaczny spadek, skaliste otoczenie i wspaniałe widoki jest popularnym miejscem uprawiania canyoningu (pokonywanie kanionów przy użyciu różnych technik, do których zalicza się między innymi marsz, wspinaczkę, skoki, spuszczanie na linie, pływanie).  

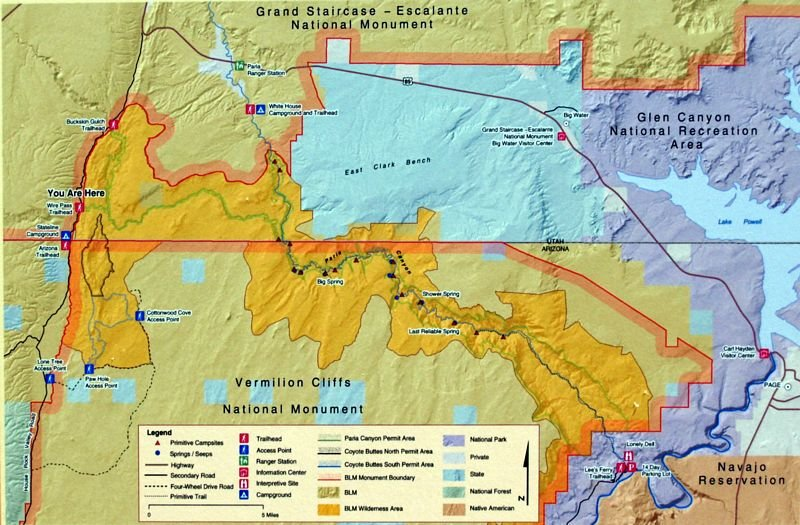
Mapa szlaku pieszego rzeką Paria

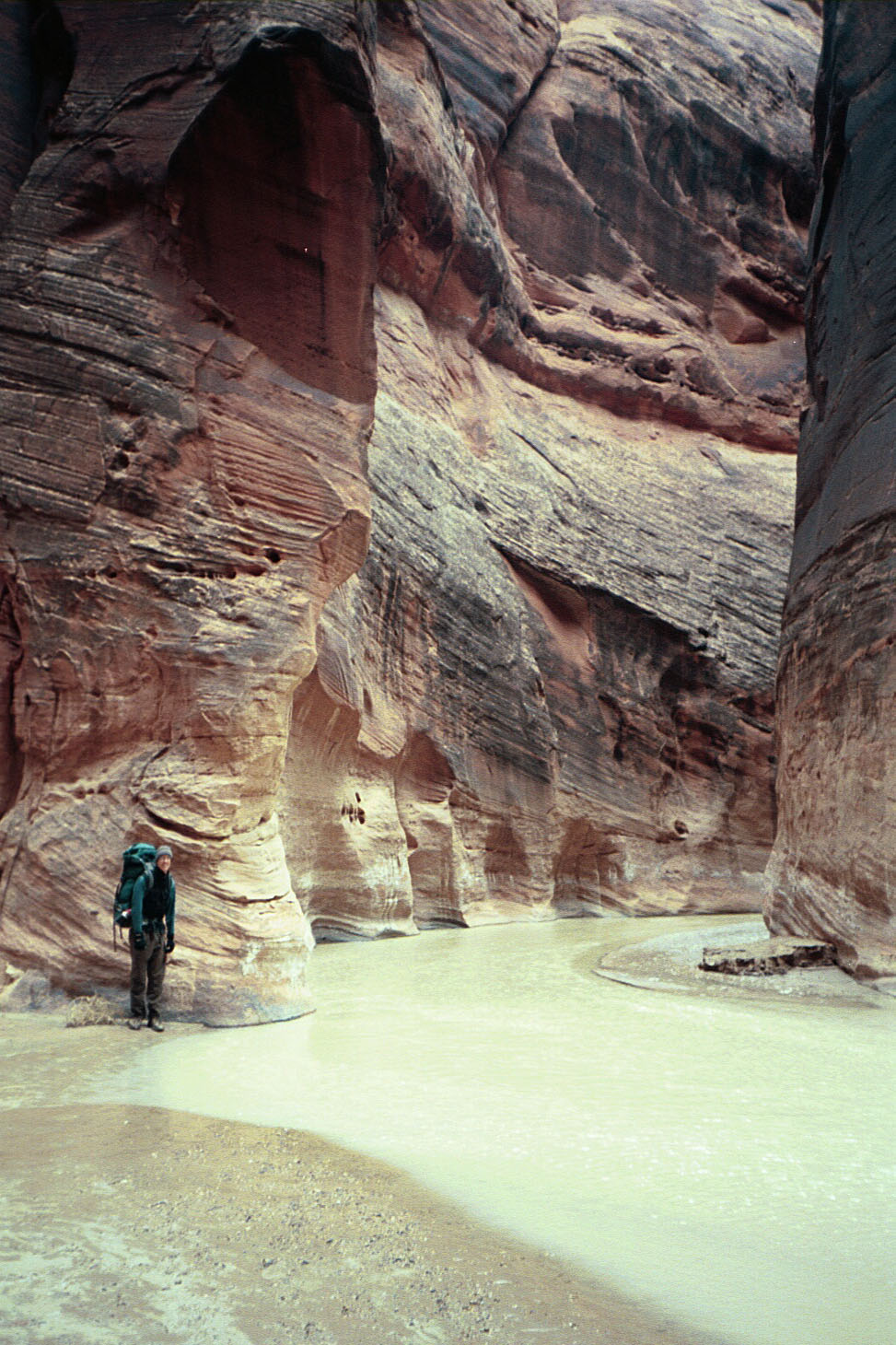
Zwężenie kanionu rzeki Paria

Kanion rzeki Paria wraz z klifami Vermilion tworzą od 1984 roku, decyzją Kongresu Stanów Zjednoczonych, obszar chroniony Paria Canyon-Vermilion Cliffs Wilderness. Aby wejść do kanionu należy uiścić opłatę i uzyskać zezwolenie. Ze względu na ścisłą ochronę terenu liczba zezwoleń jest ograniczana do 20 osób dziennie, a czas oczekiwania może wynieść nawet trzy miesiące. Ze względu na położenie rzeki w wąskim i głębokim kanionie w razie opadów zdarzają się, podobnie jak w niedaleko położonym Kanionie Antylopy, powodzie błyskawiczne, które są bardzo groźne dla przebywających na dnie kanionu ludzi.